# Committed Information Rate
Committed Information Rate (CIR) je garantovaná minimální průchodnost sítě (commitment = [smluvní] závazek). Rychlost se udává v bitech za sekundu nebo v bajtech za sekundu a je odsouhlasená sítí Frame Relay pro přenos informací za normálních podmínek. Termín se poprvé objevil v souvislosti s ATM sítěmi.
Platí CIR ≤ MIR.